# 中国社会科学院外国文学研究所
中国社会科学院外国文学研究所的前身是1953年成立的文学研究所。1953年2月22日，经中央人民政府政务院文教委员会决定，成立了新中国第一个国家级文学研究机构——文学研究所，并任命中国文学专家郑振铎为所长、法国文学专家何其芳为副所长，暂附设于北京大学。这个文学研究所由中国文学和外国文学两个部分组成，其中外国文学部分又分为西方文学组（组长卞之琳）、苏联文学组（组长叶水夫）、东欧文学组（组长戈宝权）、东方文学组（季羡林兼组长）。1955年9月，经中宣部批准，文学研究所划归中国科学院哲学社会科学部，称为“中国科学院文学研究所”。1964 年9 月27 日，为加强对外研究，经毛泽东主席亲批，中国科学院成立外国文学研究所，文学研究所的中外文学由此“分家”，其四个外文组，加上中国作家协会《世界文学》编辑部和北京大学西语系的一部分，共同组成了中国科学院外国文学研究所，冯至被中国科学院院长郭沫若任命为外国文学研究所所长，而文学研究所余下的中国文学部分则仍称为“中国科学院文学研究所”。1977年5月7日，经中央批准，中国科学院哲学社会科学部改名为“中国社会科学院”，外国文学研究所归到中国社会科学院，称为“中国社会科学院外国文学研究所”，为中国社会科学院最初十四个所级研究机构之一。

外国文学研究所为中国外国文学的最高研究机构，拥有深厚的学术积淀与文化传承，侧重于基础研究，主要研究范围为马克思主义文艺理论、外国文学理论及其历史和现状、外国文学思潮、流派及其重要作家作品、中外文学-文化关系史（比较文学）、区域研究、交叉学科研究等，并编写重要国别、语种和地区的文学史，翻译优秀的文学作品和理论著作。外国文学研究所老一辈著名学者冯至、李健吾、卞之琳、戈宝权、钱钟书、罗念生、罗大冈、季羡林、叶水夫、杨绛等不仅精于中外语言和文史，而且多才多艺，集研究、翻译和文学创作于一身，奠定了外国文学研究所几十年来别具一格的风貌。改革开放以来，外国文学研究所又涌现出一批批优秀学者，大大拓展了外国文学研究的范围（如西方现代派文学、西方马克思主义文学-文化理论、西方当代文学-文化理论、拉丁美洲文学等等），为中国的外国文学研究和学科建设贡献着自己的力量，并承担着中国社会科学院大学外国语学院的教学任务，致力于培养外国文学研究之才。

学术随时代而变动，外国文学研究所致力于拓展外国文学研究的层面和纵深。语言文学并非小技，乃一国文化之精粹，涉及事物命名、话语形成、文化发展、国家建构、身份认同、思维、想象、情感、欲望、意识形态等等，与一国的生活史、心理史、情感史、艺术史、文化史、政治史、社会史、经济史、外交史、军事史密不可分；同时，不同国家或地区的语言文学无时无刻不处在相互影响中。因此，对一国语言文学的研究，虽以语言文学为其深厚的经验基础，但往往既是跨学科或多学科的研究，又是跨语言和跨文化的区域史乃至全球史的研究。近十几年来，外国文学研究所承担了诸多的科研项目，其中属于团队项目的主要有“外国文学学术史研究”、“文学与大国兴衰”、“‘一带一路’沿线国家文学研究”、“中外文学关系史研究”以及梵文和古希腊-罗马文学等“冷门、绝学”。

外国文学研究所目前编制105人，在岗职工（研究、编辑、行政岗位）87人，涉及古希腊语、拉丁语、梵语、巴利语、希伯来语、赫梯语、阿卡德语、日语、阿拉伯语、波斯语、朝鲜语、菲律宾语、土耳其语、亚美尼亚语、英语、德语、法语、俄语、哈萨克语、西班牙语、葡萄牙语、意大利语等二十几种古今外语。外国文学研究所对外学术交流丰富，曾先后聘请大江健三郎、托多洛夫、帕慕克、巴尔加斯•略萨、索因卡和勒克莱齐奥为外国文学研究所名誉研究员。

经2023年内设机构调整（调整方向为“多语种、区域化、多学科”），外国文学研究所目前下设八个研究室，分别为外国文艺理论研究室、英语文学研究室、中北欧文学研究室、东南欧拉美文学研究室、斯拉夫文学研究室、东方文学研究室、古典学研究室、梵文与南亚文学研究室；主办五份刊物，即期刊《外国文学评论》（季刊）、《外国文学动态研究》（双月刊）、《古典学研究》（季刊）、《世界文学》（双月刊）以及集刊《人文新视野》。

外国文学研究所目前设有七个博士点和硕士点，长年招收博士研究生和硕士研究生，另有博士后流动站和访问学者项目。外国文学研究所为国家一级学会中国外国文学学会所在单位，目前下设十六个全国性研究分会，分别为英语文学研究分会、英国文学研究分会、德语文学研究分会、法国文学研究分会、东方文学研究分会、阿拉伯文学研究分会、古典学研究分会、西班牙葡萄牙语文学研究分会、俄罗斯文学研究分会、日本文学研究分会、印度文学研究分会、朝鲜-韩国文学研究分会、外国文艺理论研究分会、比较文学与跨文化研究分会、教学研究分会和莎士比亚研究分会。